# ウィリアム・L・シャイラー

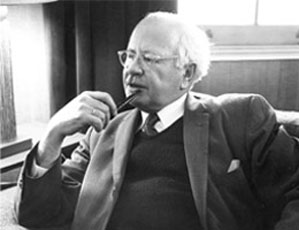
1961年のシャイラー

ウィリアム・L・シャイラー（William L.Shirer、1904年2月23日 - 1993年12月28日）は、アメリカ合衆国のジャーナリスト、戦争特派員、歴史家。ナチス・ドイツの歴史書『第三帝国の興亡』の著者である。

## 来歴
1904年シカゴのプロテスタント家庭に生まれる。1925年アイオワ州シーダーラピッズのコー大学を卒業後、ヨーロッパに渡り、シカゴ・トリビューン、及び国際通信社の外国特派員を経て、エドワード・R・マローが作った、CBSラジオジャーナリストチームの最初の記者となった。彼は、ドイツ・オーストリア併合や、第二次世界大戦一年目のナチスドイツの勝利（西欧民主主義国の敗北）をベルリンから放送し注目される存在になった。彼はマローと共に世界最初の国際ニュース放送のネットワークを作り、国際ニュース放送のスタイルを確立した。1941年、第二次世界大戦中に米独関係悪化の影響でアメリカに帰国し「ベルリン日記」を出版した。1960年には歴史書の大著「第三帝国の興亡」で、第12回全米図書賞を受賞した。

## 著書（邦訳）
- 『ベルリン日記 1934－1940』（大久保和郎・大島かおり訳、筑摩書房、筑摩叢書） 1977
- 『第三帝国の興亡』全5巻（井上勇訳、東京創元社） 1961／新訳版（松浦伶訳） 2008 - 2009
- 『第三帝国の終り　続ベルリン日記』（大島かおり訳、筑摩書房、筑摩叢書） 1987
- 『フランス第三共和制の興亡 1940年＝フランス没落の探究』 全2巻（井上勇訳、東京創元社） 1971